# Cohors I Asturum

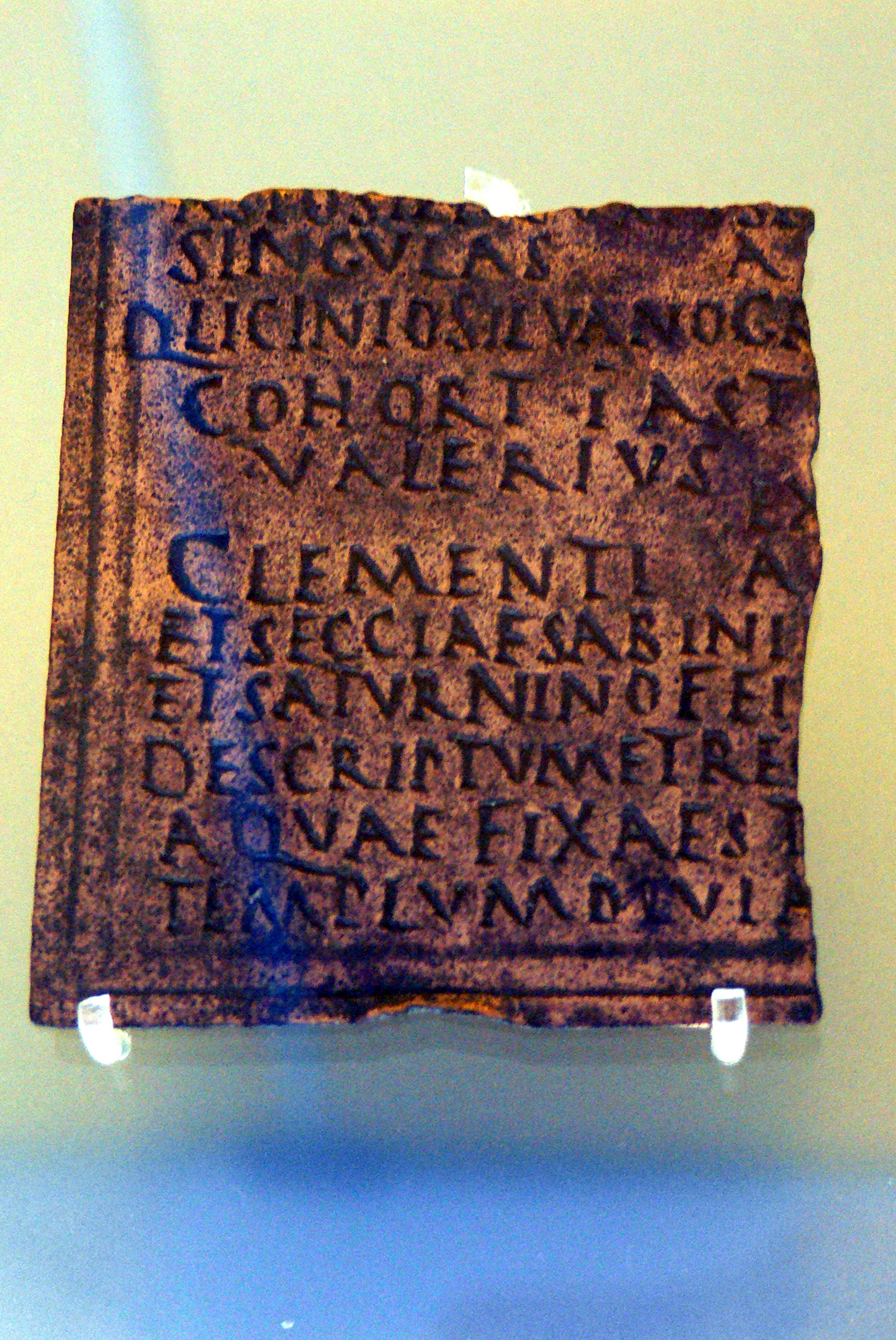
Diploma Militaris procedente de Wels (Austria) fechado en 106 en el que se menciona a varios soldados de la Cohors I Asturum

La Cohors I Asturum fue una unidad auxiliar del ejército imperial romano del tipo cohors quinquagenaria peditata.

## Historia
Fue reclutada en el siglo I entre el pueblo recién conquistado de los astures. Se tiene constancia de ella el año 106 en Noricum, donde permanece hasta el bajo imperio.